# Diego Alcalá (Schauspieler)
Diego Sassi Alcalá (* 1983 in Buenos Aires) ist ein argentinischer Schauspieler und Moderator. Bekanntheit erlangte er vor allem durch die Rolle des Marotti in der argentinischen Telenovela Violetta (2012–2015).

## Karriere
Seine Karriere begann Alcalá als Moderator der Fernsehshow Zapping Zone. Er moderierte die Show von 2000 bis 2007. Internationale Bekanntheit erlangte er vor allem durch die Rolle des Marotti in der argentinischen Telenovela Violetta, in der er von September 2012 bis Februar 2015 zu sehen war. Seit März 2016 verkörpert Alcalá die Rolle des Trino Alcalaz in Soy Luna, ebenfalls eine Telenovela des lateinamerikanischen Disney Channel.

## Filmografie
- 2012–2015: Violetta (Fernsehserie)
- 2016–2017: Soy Luna (Fernsehserie)
- 2022: Tierra Incógnita (Fernsehserie)